# Cot Mesjid (Lueng Bata)
Cot Mesjid is een bestuurslaag in het regentschap Banda Aceh van de provincie Atjeh, Indonesië. Cot Mesjid telt 3237 inwoners (volkstelling 2010).